# James Butts
James Butts   (Los Angeles, 9 de maig de 1950) és un atleta estatunidenc, ja retirat, especialista en triple salt, que va competir durant la dècada de 1970.
El 1976 va prendre part en els Jocs Olímpics d'Estiu de Montreal, on guanyà la medalla de plata en la prova del triple salt del programa d'atletisme. Aquesta era la primera medalla estatunidenca en aquesta prova des que Levi Casey guanyés la medalla de plata el 1928. No aconseguí classificar-se per als Jocs de 1972 i 1980 en quedar quart als trials classificatoris.
En el seu palmarès també destaca una medalla de bronze en triple salt als Jocs Panamericans de 1979, així com el campionat de l'NCAA de 1972 i el de l'AAU de 1978. El 2014 fou inclòs a l'UCLA Athletics Hall of Fame.

## Millors marques
- Triple salt. 17,24m (1978)[4]